# Julio Meléndez
Julio Meléndez   (Lima, 11 d'abril de 1942) fou un futbolista peruà de la dècada de 1960.
Fou 35 cops internacional amb la selecció del Perú.
Pel que fa a clubs, defensà els colors de Boca Juniors com a principal club.

## Referències

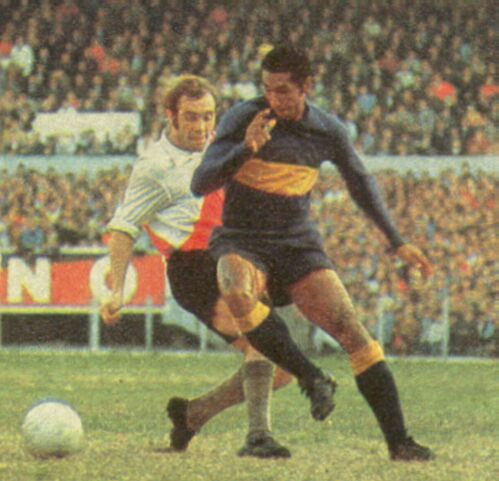
Meléndez jugant amb Boca davant de Daniel Onega de River.